# Crataegus pilosa
Crataegus pilosa är en rosväxtart som beskrevs av Charles Sprague Sargent. Crataegus pilosa ingår i Hagtornssläktet som ingår i familjen rosväxter. Inga underarter finns listade i Catalogue of Life.